# Gorillaz
Gorillaz este un proiect muzical creat în 1998 de Damon Albarn din trupa Blur și de Jamie Hewlet, un caricaturist, creatorul benzilor desenate Tank Girl. Trupa este practic un grup de persoanaje din benzi desenate, o "trupă virtuală" deoarece membrii trupei nu sunt persoane reale. Trupa este formată din patru membri animați: 2-D (voce, clape), Murdoc Niccals (chitară bas), Noodle (chitară, clape) si Russel Hobbs (tobe).
Muzica este o colaborare între mai mulți muzicieni, Albarn fiind singurul care contribuie la muzica lor permanent. Stilul acestora este o compoziție de mai multe genuri muzicale cu un număr mare de influențe printre care:  dub, hip hop, alternative rock, muzică electronică și muzică pop.
Albumul „Gorillaz” lansat în 2001 a vândut peste șapte milioane de copii și a intrat în Guinness World Records ca cea mai de succes trupă virtuală.

## Istorie

### Creație și primii ani (1998-1999)
Muzicianul Damon Albarn si caricaturistul Jamie Hewlett s-au intâlnit în 1990, când chitaristul trupei Blur, Graham Coxon, fan al caricaturistului, i-a zis lui Hewlett să facă un interviu trupei Blur, o trupa recent fromată. Interviul a fost publicat in revista Deadline, revista in care a fost publicată creația lui Hewlett, Tank Girl. La început, Hewlett credea că Albarn era "un om întors pe dos". În ciuda acestui fapt, Albarn și Hewlett au locuit împreună într-un bloc din Westboune Grove, Londra, în 1997. Hewlett a rupt firul cu Olliver,  iar Albarn era la sfârșitul relației dintre el și justine Frischmann, din trupa Elastica.

## Albume
- Gorillaz (2001)
- Demon Days (2005)
- Plastic Beach (2010)
- The Fall (2010)
- Humanz (2017)
- The Now Now (2018)
- Song Machine, Season One: Strange Timez (2020)
- Meanwhile EP (2021)
- Cracker Island (2023)

## Compilații
- G-Sides (2002)
- Laika Come Home (2002)
- D-Sides (2007)
- The Singles Collection 2001-2011 (2011)